# Herman L. Humphrey
Herman Leon Humphrey (* 14. März 1830 in Candor, Tioga County, New York; † 10. Juni 1902 in Hudson, Wisconsin) war ein US-amerikanischer Politiker. Zwischen 1877 und 1883 vertrat er den Bundesstaat Wisconsin im US-Repräsentantenhaus.

## Werdegang
Herman Humphrey besuchte die öffentlichen Schulen seiner Heimat und die Cortland Academy. Danach arbeitete er einige Jahre als Angestellter in Ithaca. Nach einem anschließenden Jurastudium und seiner im Jahr 1854 erfolgten Zulassung als Rechtsanwalt begann er ab 1855 in Hudson (Wisconsin) in seinem neuen Beruf zu arbeiten. Später wurde er Bezirksstaatsanwalt im St. Croix County. In den Jahren 1860 und 1861 war er dort Bezirksrichter.
Politisch war Humphrey Mitglied der Republikanischen Partei. Von 1862 bis 1863 saß er im Senat von Wisconsin; danach amtierte er für ein Jahr als Bürgermeister der Stadt Hudson. Zwischen 1866 und 1876 war er Richter im achten Gerichtsbezirk von Wisconsin. Bei den Kongresswahlen des Jahres 1876 wurde Humphrey im siebten Wahlbezirk von Wisconsin in das US-Repräsentantenhaus in Washington, D.C. gewählt, wo er am 4. März 1877 die Nachfolge von Jeremiah McLain Rusk antrat. Nach zwei Wiederwahlen konnte er bis zum 3. März 1883 drei Legislaturperioden im Kongress absolvieren.
Für die Wahlen des Jahres 1882 wurde Humphrey von seiner Partei nicht erneut nominiert. In den folgenden Jahren arbeitete er wieder als Rechtsanwalt. 1887 wurde er in die Wisconsin State Assembly gewählt. Herman Humphrey starb am 10. Juni 1902 in Hudson.